# رابرت دی. کوهن

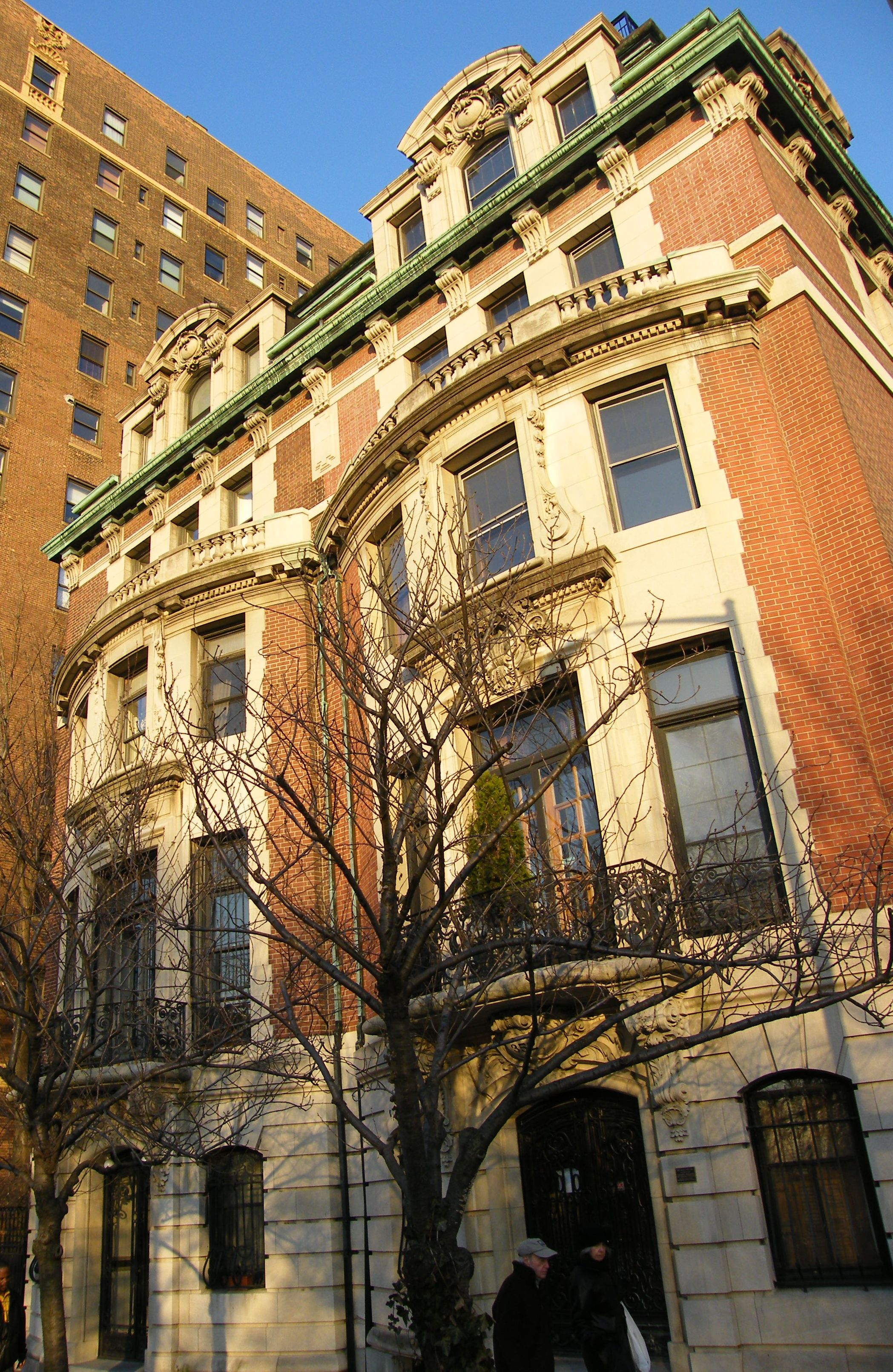
Robert D.kohn

رابرت دی. کوهن (انگلیسی: Robert D. Kohn; ۱ ژانویهٔ ۱۸۷۰ – ۱ ژانویهٔ ۱۹۵۳) معمار اهل ایالات متحده آمریکا بود.